# Kalinkavitchy
Kalinkavitchy (en biélorusse : Калінкавічы ; en łacinka : Kalinkavičy) ou Kalinkovitchi (en russe : Калинковичи) est une ville de la voblast de Homiel, en Biélorussie, et le centre administratif du raïon de Kalinkavitchy. Sa population s'élevait à 40 315 habitants en 2017.

## Géographie
Kalinkavitchy se trouve à 11 km au nord-est de Mozyr, à 118 km à l'ouest de Gomel et à 231 km au sud-est de Minsk.

## Histoire
La première mention du village de Kalinkavitchi du powiat de Mozyr, dans le grand-duché de Lituanie remonte à 1560.
Au milieu du XVIIIe siècle, on y comptait 25 maisons. Après la deuxième partition de la Pologne, en 1793, Kalinkavitchi fut incorporée à l'Empire russe, dans l'ouïezd de Retchytsa.
En 1882, une gare ferroviaire fut ouverte, donnant une forte impulsion au développement de la localité. Au début du XXe siècle, elle était un important carrefour ferroviaire. Kalinkavitchi accéda au statut de commune urbaine en 1925. Au cours des années suivantes des établissements industriels furent mis en activité ainsi que des écoles et des institutions culturelles. La population s'élevait à 10 000 habitants à la fin des années 1930. Au cours de la Seconde Guerre mondiale, Kalinkavitchi fut occupée par l'Allemagne nazie.
Le 20 septembre 1941, les gendarmes allemands et les policiers locaux assassinent les juifs de la ville au cours d'une exécution de masse.
Des groupes clandestins de résistance opéraient dans la ville pendant l'occupation. Dans la bataille pour la libération de la ville, 853 soldats du Front de Biélorussie de l'Armée rouge trouvèrent la mort, neuf d'entre eux furent récompensés du titre de héros de l'Union soviétique. Après la guerre, la ville reprit son essor en diversifiant ses activités industrielles et culturelles.

## Population
Kalinkavitchy comptait en 1897 une communauté juive de 1 341 personnes et de 3 386 personnes en 1939, soit un tiers de la population totale.
Recensements (*) ou estimations de la population :
| 1795 | 1897* | 1923* | 1926* | 1939* |
| ---- | ----- | ----- | ----- | ----- |
| 116  | 1 300 | 5 182 | 6 103 | 9 799 |

| 1959*  | 1970*  | 1979*  | 1989*  | 1999*  |
| ------ | ------ | ------ | ------ | ------ |
| 14 942 | 23 918 | 33 405 | 40 980 | 38 200 |

| 2009*  | 2014   | 2015   | 2016   | 2017   |
| ------ | ------ | ------ | ------ | ------ |
| 38 381 | 39 325 | 39 611 | 39 890 | 40 315 |

## Personnalité
- Raman Piatrushenka (1980-), kayakiste biélorusse champion olympique.

## Jumelages
| Ville | Ville       | Pays | Pays    |
| ----- | ----------- | ---- | ------- |
|       | Saransk     |      | Russie  |
|       | Slavoutytch |      | Ukraine |